# Keilbein
Das Keilbein (lat. Os sphenoidale oder Os sphenoides) ist einer der Knochen des Hirnschädels. Es liegt relativ tief im mittleren Schädelbereich und bildet den hinteren Bereich der Augenhöhle (Orbita) sowie zusammen mit dem Hinterhauptbein die Schädelbasis. Der Körper des Keilbeins verschmilzt beim Menschen nach der Pubertät mit dem basalen Anteil des Hinterhauptbeins zum Os tribasilare.

Schädel in Seitenansicht:
1. Stirnbein (Os frontale)
2. Scheitelbein (Os parietale)
3. Nasenbein (Os nasale)
4. Siebbein (Os ethmoidale)
5. Tränenbein (Os lacrimale)
6. Keilbein (Os sphenoidale) – lila
7. Hinterhauptsbein (Os occipitale)
8. Schläfenbein (Os temporale)
9. Jochbein (Os zygomaticum)
10. Oberkiefer (Maxilla)
11. Unterkiefer (Mandibula)

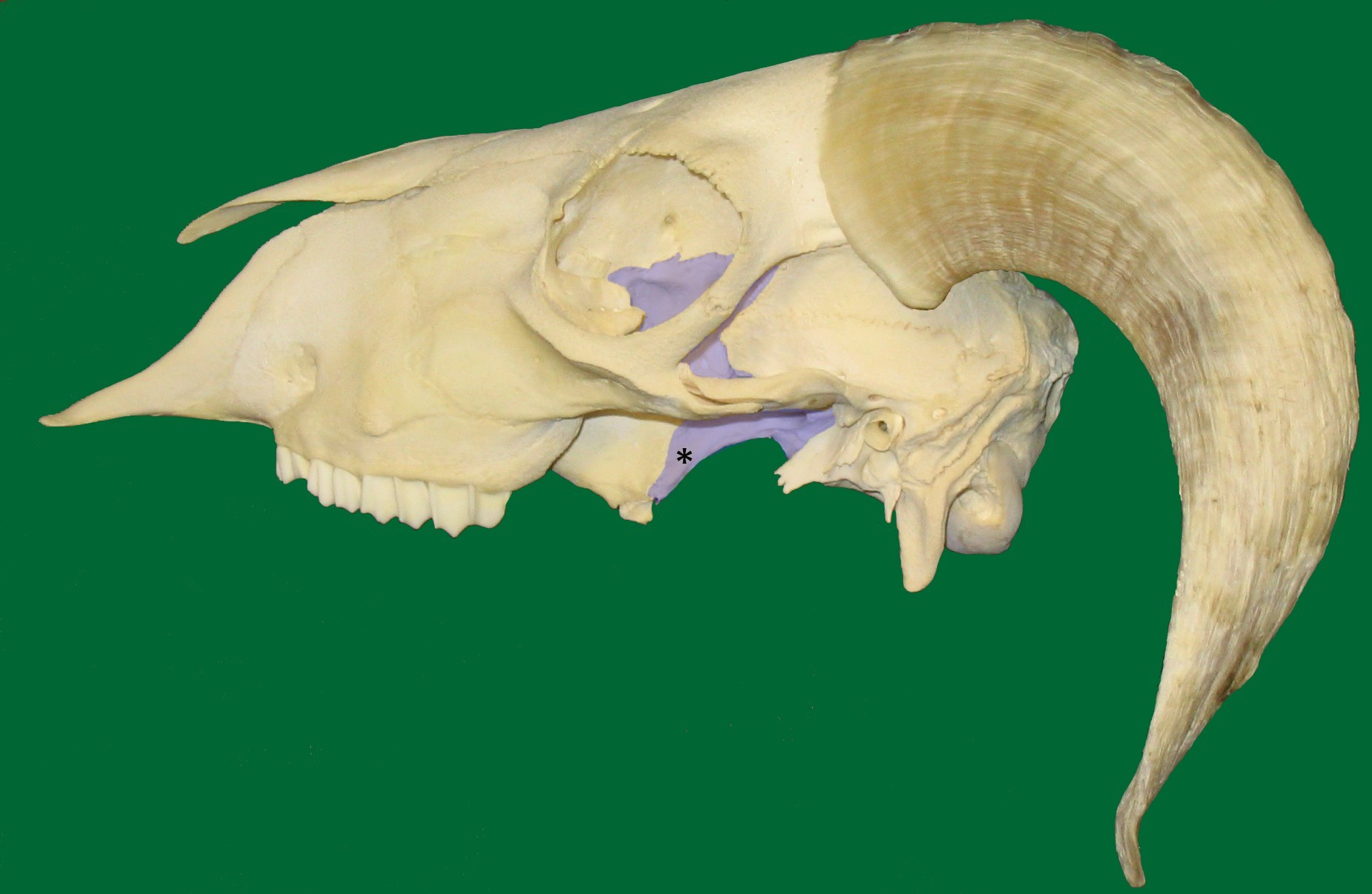
Schädel eines Schafes mit violett eingefärbtem Keilbein

## Wortherkunft

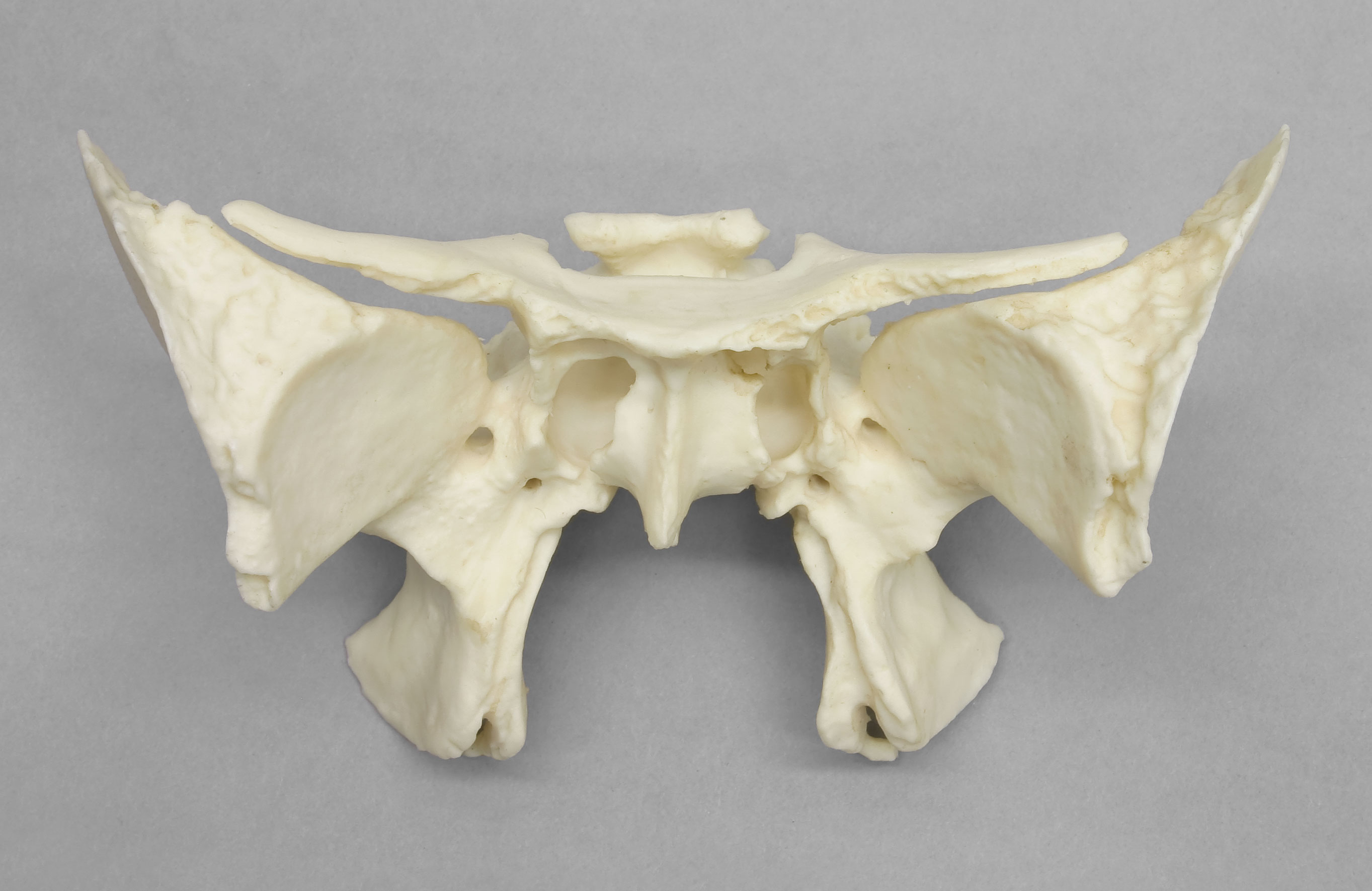
Ansicht eines menschlichen Keilbeins von vorne.

Der Name Os sphenoidale, deutsch Keilbein, für diesen Schädelknochen ist wahrscheinlich durch den Schreibfehler eines Mönches im Mittelalter entstanden. Aus dem Os sphekoidale (zu altgriechisch σφηκώδης sphekodes ‚wespenähnlich‘), auf Deutsch Wespenbein, wurde dadurch Os sphenoidale. Tatsächlich sieht das aus seinem knöchernen Zusammenhang gelöste Keilbein mit seinem Flügel tragenden Körper einer Wespe ähnlich.

## Außenrelief

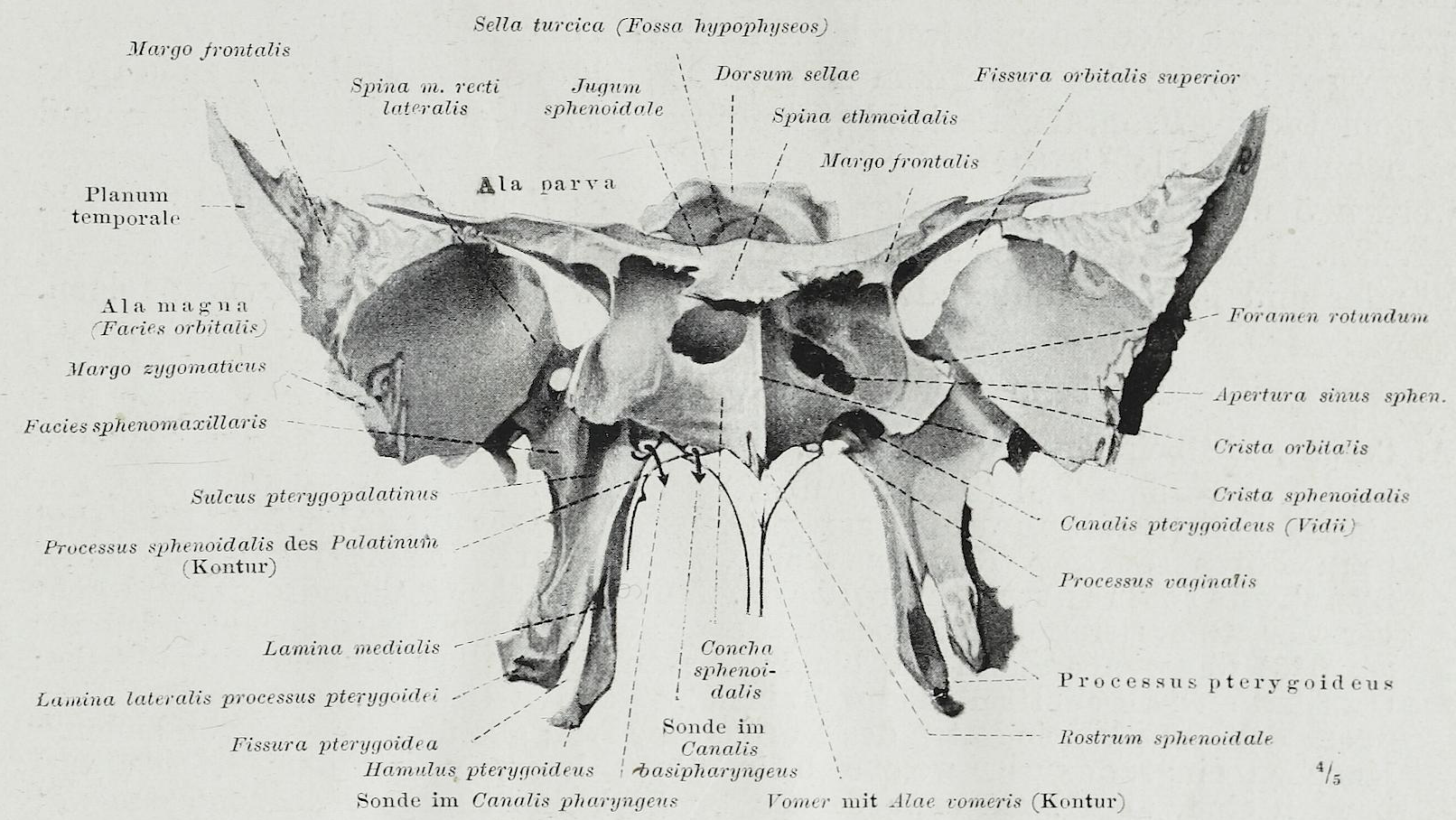
Außenrelief des Keilbeins eines Menschen (lateinische Beschriftung)

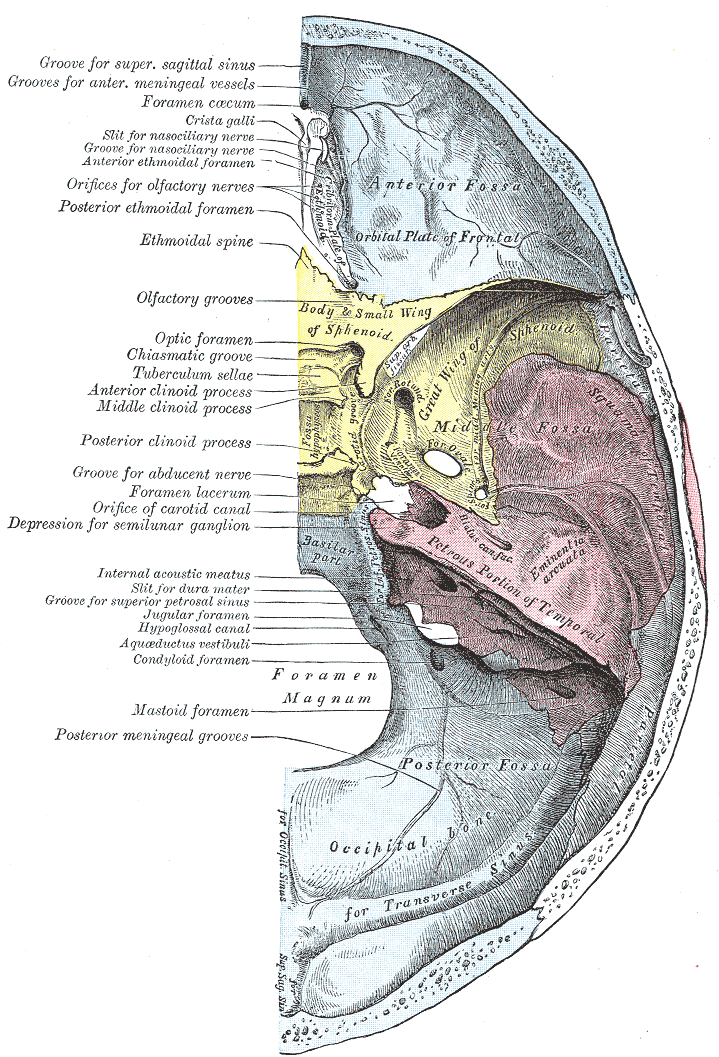
Das Keilbein (hier gelb gezeigt) im Zusammenhang an der Schädelbasis; die Öffnung des Canalis opticus ist hier mit „Optic foramen“ bezeichnet (englische Beschriftung).

Das Keilbein besitzt zwei paarige Knochenfortsätze, die Keilbeinflügel. Die beidseitigen Flügel des vorderen Keilbeins (Ala parva oder Ala ossis praesphenoidalis, beim Menschen Ala minor) sind beim Menschen relativ klein, bei den meisten übrigen Tieren weiter ausladend und bilden einen großen Teil der hinteren Orbita. Sie werden jeweils vom Canalis opticus durchbohrt, der dem Durchtritt des Sehnervs (Nervus opticus) dient. Beim Menschen laufen sie nach medial und hinten jeweils in einen Fortsatz, den Processus clinoideus anterior, aus. An diesen Fortsätzen ist das zur harten Hirnhaut gehörende Kleinhirnzelt (Tentorium cerebelli) befestigt.
Die beiden Flügel des hinteren Keilbeins (Ala magna oder Ala ossis basisphenoidalis, beim Menschen Ala major) sind dagegen beim Menschen relativ groß. In jedem Flügel befindet sich das Foramen ovale, das dem Nervus mandibularis (einer der drei Hauptäste des 5. Hirnnervs) zum Austritt dient. Bei einigen Tieren ist das Foramen ovale ein Einschnitt (Incisura ovalis) eines größeren Lochs (Foramen lacerum) an der Schädelbasis. Beim Menschen ist auch das Foramen rotundum im großen Keilbeinflügel abgrenzbar. Es beinhaltet den Nervus maxillaris (ein weiterer Hauptast des 5. Hirnnerven). Medial, etwa in der Mitte zwischen Foramen ovale und Foramen rotundum kann das Foramen venosum (Syn. Canaliculus sphenoidalis, Vesalius-Loch) auftreten, welche eine Verbindungsvene vom Sinus cavernosus zum Venengeflecht des Keilbeins enthält. Am hintersten Ende des großen Keilbeinflügels liegt das Foramen spinosum, das beim Menschen, bei Pferden und Hunden dem Eintritt der Arteria meningea media in die Schädelhöhle dient.
Zwischen beiden Keilbeinflügeln bleibt eine bei Primaten relativ große, spaltförmige Öffnung, die Fissura orbitalis superior offen, bei den meisten übrigen Säugetieren einfach als Fissura orbitalis bezeichnet. Durch diese Öffnung gelangen einige Hirnnerven in die Augenhöhle (Nervus oculomotorius, Nervus abducens, Nervus trochlearis, Nervus ophthalmicus). Bei den Paarhufern verschmilzt die Fissura orbitalis mit dem Foramen rotundum zum Foramen orbitorotundum und dient wie beim Menschen das Foramen rotundum dem Durchtritt des Nervus maxillaris.
Vom Körper des hinteren Keilbeins entspringt nach rostroventral der Flügelfortsatz (Processus pterygoideus). Dieser begrenzt zusammen mit dem Gaumenbein die Choanen. Medial am Flügelfortsatz liegt bei den meisten Säugetieren, nicht jedoch beim Menschen, das kleine spangenförmige Flügelbein (Os pterygoideum). Den Ursprung des Flügelfortsatzes durchbohrt in Längsrichtung ein dünner Kanal, der Canalis pterygoideus, durch den der Nervus canalis pterygoidei (auch Nervus vidianus, benannt nach dem renaissancezeitlichen italienischen Chirurgen und Anatomen Vidus Vidius) zur Fossa pterygopalatina (Flügel-Gaumen-Grube) gelangt. Bei Hunden und Pferden ist der Flügelfortsatz noch durch einen größeren Längskanal gekennzeichnet, den Canalis alaris, den die Arteria maxillaris passiert.

## Innenrelief

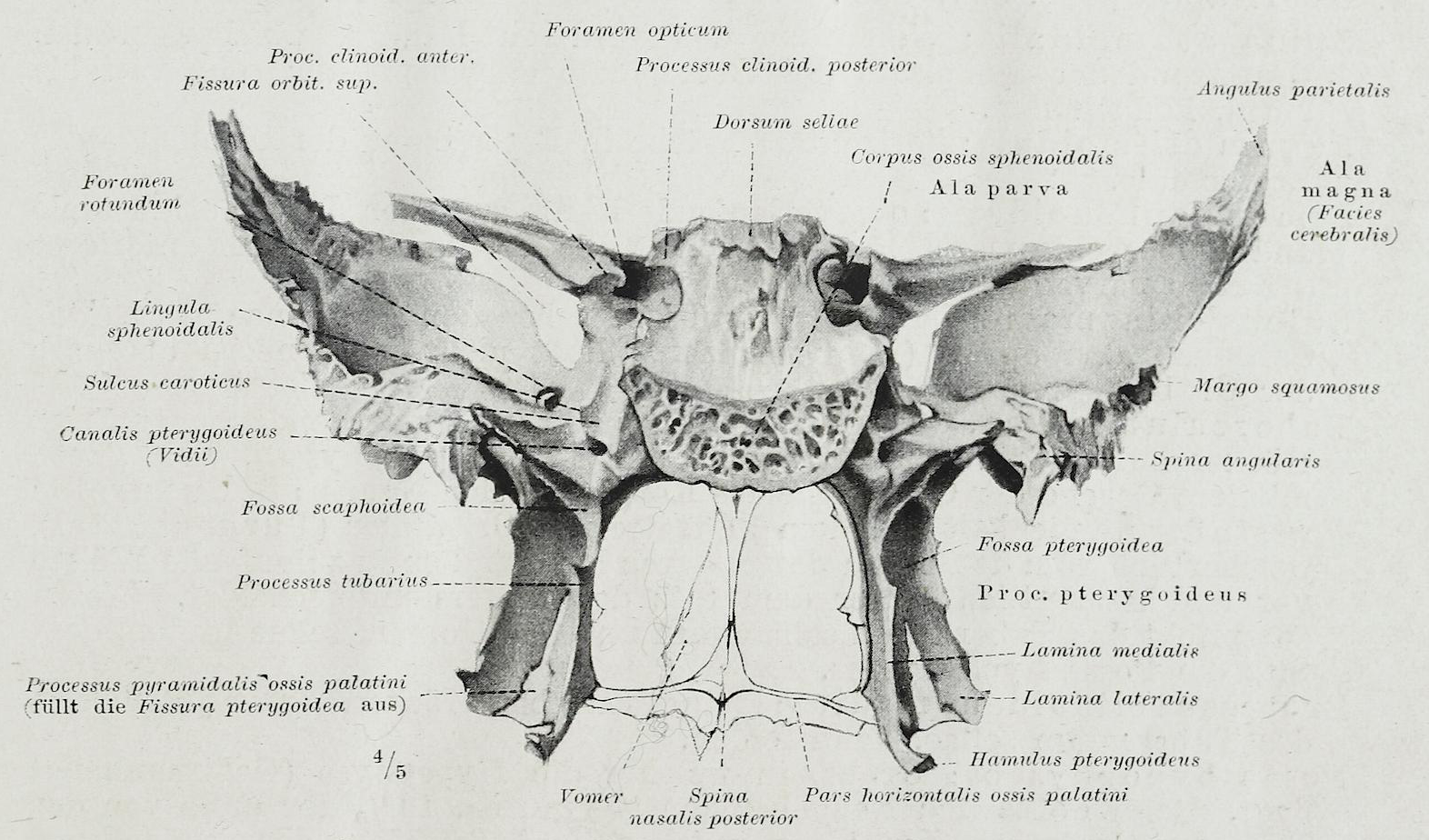
Innenrelief des Keilbeins eines Menschen (lateinische Beschriftung)

Innenrelief des Keilbeins eines Menschen mit deutscher Beschriftung einiger weniger Strukturen

Die Flügel des hinteren Keilbeins (Ala magna bzw. Ala ossis basiphenoidalis) bilden die mittlere Schädelgrube (Fossa cranii media), in der Mittel- und Zwischenhirn liegen.
Der Körper des hinteren Keilbeins bildet schädelhöhlenseitig eine sattelförmige Struktur, die als Türkensattel (Sella turcica) bezeichnet wird. Dieser Türkensattel ist durch eine zentrale Grube gekennzeichnet, in der die Hypophyse liegt und die daher als Hypophysengrube (Fossa hypophysialis) bezeichnet wird. Die Grube wird von einer Abspaltung der Dura mater überzogen, dem Diaphragma sellae, welches Hypophyse und Gehirn voneinander trennt und nur von deren Verbindung, dem Hypophysenstiel, durchbohrt wird.
Vor dem Türkensattel liegt eine Rinne für die Kreuzung der Sehnerven (Chiasma opticum), die als Sulcus chiasmatis bezeichnet wird.

## Keilbeinhöhle
Im Körper des vorderen Keilbeins ist beim Menschen und einigen Tierarten die Spongiosa (Diploë) durch eine Aussackung der Nasenhöhle ersetzt. Diese Nasennebenhöhle wird als Keilbeinhöhle (Sinus sphenoidalis) bezeichnet.

## Entwicklungsgeschichte
Entwicklungsgeschichtlich entsteht das Keilbein aus zwei Knochen, dem vorderen und dem hinteren Keilbein (Präsphenoid und Basisphenoid). Beide Teile verschmelzen beim Menschen schon vor der Geburt. Bei vielen anderen Säugetieren lassen sich beide, durch eine Knorpelverbindung (Synchondrosis) verbundenen Anteile beim juvenilen Tier noch deutlich unterscheiden. Erst beim adulten Tier verschmelzen sie knöchern (Synostose).
Beide Keilbeine ähneln in ihrem Aufbau noch einem Wirbel (insbesondere dem Atlas) und entstehen, im Gegensatz zu den meisten anderen Schädelknochen, aus einem knorpligen Vorläufer durch enchondrale Ossifikation. Beide besitzen einen Körper (Corpus), von dem zwei flügelartige Fortsätze (Alae) ausgehen.
Der Flügelfortsatz (Processus pterygoideus) ist entwicklungsgeschichtlich aus einem eigenen Knochen, dem Flügelbein, entstanden. Bei vielen anderen Wirbeltieren ist er an dem Aufbau des Gaumens beteiligt ist und ursprünglich auch bezahnt. Die Bewegung der Teile des Schädels gegeneinander über das Basipterygoidgelenk ermöglicht das Fressen größerer Beute. Durch die Bildung eines sekundären Gaumens mit Verlagerung des primären Kiefergelenks ins Mittelohr erfuhr auch das Keilbein bei Säugetieren deutliche Veränderungen.